# Walter Seiler
Walter Seiler (Wettingen, 15 maggio 1954) è un ex calciatore svizzero di ruolo attaccante.

## Palmarès
- Campionato svizzero: 1

Zurigo: 1980-81